# Laetitia Libert
Laetitia Libert (12 november 1979) is een Belgische sprintster. Ze maakte deel uit van de 4 x 400 m estafetteploeg.

## Belgische kampioenschappen
Outdoor
| Onderdeel | Jaar       |
| --------- | ---------- |
| 400 m     | 2013, 2015 |

## Persoonlijke records
Outdoor
| Onderdeel | Prestatie | Wind     | Datum           | Plaats  |
| --------- | --------- | -------- | --------------- | ------- |
| 200 m     | 23,63 s   | +1,4 m/s | 1 augustus 2015 | Ninove  |
| 400 m     | 52,88 s   |          | 5 juli 2015     | Brussel |

Indoor
| Onderdeel | Prestatie | Datum            | Plaats |
| --------- | --------- | ---------------- | ------ |
| 200 m     | 24,40 s   | 21 februari 2015 | Gent   |
| 400 m     | 58,44 s   | 28 januari 2012  | Gent   |

## Palmares

### 60 m
- 2015:  BK AC indoor - 7,54 s

### 100 m
- 2011:  BK AC - 12,08 s

### 200 m
- 2008:  BK AC indoor - 24,74 s
- 2009:  BK AC - 24,12 s

### 400 m
- 2013:  BK AC - 53,69 s
- 2014:  BK AC - 53,79 s
- 2015:  BK AC - 53,20 s
- 2017:  BK AC - 54,29 s

### 4 x 400 m
- 2013: 5e Europacup landenteams - 3.39,48
- 2014: 8e EK - 3,31.82